# 1468 Zomba
För andra betydelser, se Zomba (olika betydelser).
1468 Zomba eller 1938 PA är en asteroid i huvudbältet som korsar planeten Mars omloppsbana. Den upptäcktes 23 juli 1938 av den sydafrikanske astronomen Cyril V. Jackson i Johannesburg. Den har fått sitt namn efter staden Zomba i Malawi.